# ب‌ام‌و ایکس۶ (جی۰۶)
ب‌ام‌و ایکس۶ (انگلیسی: BMW X6) یک خودروی شاسی‌بلند اندازه متوسط است که توسط ب‌ام‌و تولید شده‌است. این سومین و نسل فعلی ب‌ام‌و ایکس۶ است و در ۳ ژوئیه ۲۰۱۹ به عنوان جانشین برای ب‌ام‌و ایکس۶ اف۱۶ رونمایی شد. فروش خودرو در نوامبر ۲۰۱۹ آغاز شد. این نسل از ایکس۶ در سال ۲۰۲۰ وارد بازار مکزیک شد.